# Yunus Bahadır
Yunus Bahadır (Luik, 7 augustus 2002) is een Belgisch voetballer die sinds 2021 uitkomt voor PSV.

## Carrière
Bahadır ruilde op de laatste dag van de wintertransfermercato van 2021 de beloften van KRC Genk voor Sporting Charleroi. Nauwelijks een half seizoen later maakte hij de overstap naar PSV. Op 10 september 2021 maakte hij met Jong PSV zijn profdebuut tegen Jong Ajax.

## Clubstatistieken
| Seizoen         | Club            | Land               | Competitie              | Competitie | Competitie | Beker | Beker | Supercup | Supercup | Europees | Europees | Totaal | Totaal |
| Seizoen         | Club            | Land               | Competitie              | Wed.       | Dlp.       | Wed.  | Dlp.  | Wed.     | Dlp.     | Wed.     | Dlp.     | Wed.   | Dlp.   |
| --------------- | --------------- | ------------------ | ----------------------- | ---------- | ---------- | ----- | ----- | -------- | -------- | -------- | -------- | ------ | ------ |
| 2021/22         | Jong PSV        | Vlag van Nederland | Keuken Kampioen Divisie | 14         | 0          | —     | —     | —        | —        | —        | —        | 14     | 0      |
| Carrière totaal | Carrière totaal | Carrière totaal    | Carrière totaal         | 14         | 0          | 0     | 0     | 0        | 0        | 0        | 0        | 14     | 0      |

Bijgewerkt op 18 maart 2022.
Abed ·
Bahaty ·
Bars ·
Bassey ·
Bawuah ·
Van den Berg ·
Van de Blaak ·
Bresser ·
Dağaşan ·
Van Duiven ·
Geerts ·
Gilbert ·
Gomez van Hoogen ·
Gonzaga ·
Van den Heuvel ·
Heylen ·
Houben ·
Janssen ·
Khaderi ·
Kuhn ·
Kuijsten ·
Manuhutu ·
Markdal ·
Monamay ·
Mulders ·
Van der Plas ·
Raap ·
Van de Riet ·
Smolenaars ·
Steur ·
Thomas ·
Uneken  ·
Verkooijen ·
Waayers ·
Younis ·
Coach: Groenendijk
· Assistent-coach: Bouma
· Assistent-coach: Wolf
· Keeperstrainer: Waterman